# Dyna fyr
Dyna fyr er et kendt landemærke i Oslos havnemiljø og huser i dag et selskabslokale. Fyret ligger mellem Bygdøy og Nakkholmen i Indre Oslofjord, lige ud for Huk.

## Historie
Skæret blev overdraget fra den norske stat til Christiania Havnevæsen med det formål at bygge et fyrtårn i 1873. Fyrbygningen blev opført i 1874. Den første tid var fyret udstyret med et fast, hvidt lys og en tågeklokke. I 1928 blev fyrlyset elektrisk, og klokken blev erstattet med en nautofon. Hele fyret blev automatiseret i 1956, og samtidig blev fyrvogterstillingen nedlagt. Senere blev huset overladt til Oslo Frømandsskole, som fik til opgave at vedligeholde bygningerne. Siden 1992 har fyret været brugt som selskabslokaler og til restaurantdrift og drives af Fursetgruppen restaurant group.

## Eksterne kilder og henvisninger
- Wikimedia Commons har flere filer relateret til Dyna fyr
- Dyna fyr på Riksantikvarens hjemmeside kulturminnesok.no
- Nettstedet for Dyna fyr selskapslokale Arkiveret 8. marts 2011 hos  Wayback Machine